# تیم ملی فوتسال جمهوری آذربایجان
تیم ملی فوتسال جمهوری آذربایجان نماینده جمهوری آذربایجان در مسابقات بین‌المللی فوتسال و یکی از تیم‌های فوتسال اروپایی است.
تیم فوتسال جمهوری آذربایجان در ۱ دوره جام جهانی شرکت کرده‌است.
این تیم مقام چهارمی مسابقات قهرمانی فوتسال اروپا در سال ۲۰۱۰ را کسب کرده‌است.

## بازیکنان
- رضوان فرازعلیُف (کاپیتان)
- امین کوردُف
- النور زمانُف
- لاسا آتایُف
- ویتالی بورسیُف
- تیاگو بُلونیا[۱]
- ادروادو[۲]
- فنیو[۳]
- فابیو پولیتو[۴]
- واسیورا[۵]
- کالو